# American Idiot (muzikál)
American Idiot je americký rockový muzikál podle písní skupiny Green Day, zvláště podle příběhu na jejich stejnojmenném albu z roku 2004. V roce 2009 se uváděl v Berkeley Repertory Theatre a po roce se přesunul do St. James Theatre na Broadway. Veřejné generálky začaly dne 24. března 2010 a oficiální broadwayská premiéra se uskutečnila 20. dubna 2010. Derniéra původního broadwayského uvedení proběhla 24. dubna 2011 po 422 odehraných představeních. I když se skupina Green Day v představení neobjevila, tak její hlavní zpěvák Billie Joe Armstrong příležitostně v muzikálu ztvárňoval roli St. Jimmyho.
Příběh je rozšířen z konceptu stejnojmenného alba a vypráví příběh o třech nespokojených mladých mužích Johnnym, Willovi a Tunnym. Johnny a Tunny chtějí uprchnout z dusivého předměstského životního stylu a rodičovských omezení, zatímco Will zůstává doma, aby si udržel vztah a staral se o svou těhotnou přítelkyni. Mezitím se Johnny a Tunny pokouší najít životní smysl a zkouší městskou svobodu a vzrušení. Tunny se rychle vzdá městského života, nastupuje do armády a je poslán do války. Johnny zjistí, že k části sebe má odpor, prožije vztah a ztracenou lásku.
Libreto napsali Billie Joe Armstrong a režisér Michael Mayer, písně byly složeny z hudby od Green Day a textů od Armstronga. Seznam písní v muzikálu obsahuje všechny písně z alba American Idiot a některé další písně Green Day z dalších zdrojů, včetně alba 21st Century Breakdown a nevydaných písní, původně psaných pro album American Idiot.
Muzikál získal v roce 2010 dvě ceny Tony, za nejlepší scénografii pro Christine Jones a nejlepší světelný design pro Kevina Adamse. Získal také nominaci v kategorii nejlepší muzikál. Dne 13. února 2011 muzikál získal cenu Grammy pro nejlepší muzikálové album.
V České republice měl muzikál premiéru v roce 2020 v původním anglickém znění s českými titulky.

## Obsah muzikálu
Muzikál se odehrává v nedávné minulosti a otvírá se skupinou mladých lidí nešťastně žijících na předměstí v „Jingletownu, USA" a přesycených z televizního vysílání. Jsou naštvaní stavem společnosti a tak celá společnost exploduje ve frustraci („American Idiot"). Jeden z mladých lidí, Johnny, soucítí se svým přítelem Willem („Jesus of Suburbia"). Třetí z přátel, Tunny, se k nim přidává a slaví, dokud jim nedojde pivo a vyzývá je, aby si vyzvedli další v místním obchodě 7-Eleven. Tunny brzy zjišťuje, že ve svém životě vlastně nikam neubírají („City of the Damned"). Jsou podráždění a Johnny žádá své přátele, aby se k němu přidali při útěku („I Don't Care"). Brzy se objevuje Willova přítelkyně Heather, která zjistí, že je těhotná a neví, co dělat („Dearly Beloved"). Johnny si půjčuje peníze a kupuje si jízdenky na autobus do města pro tři mladé muže, kteří touží uniknout z předměstí. Ale předtím než odchází se objevuje Heather a řekne Willovi o svém těhotenství. Will nemá na výběr a zůstává doma („Tales of Another Broken Home"). Johnny a Tunny odjíždí do města se skupinou dalších vyčerpaných mladých lidí („Holiday").
Zatímco Johnny bloudí městem a zamiluje se do ženy, která ho sleduje z okna („Boulevard of Broken Dreams"), tak Tunny zjišťuje, že je pro něj těžké přizpůsobit městskému životu a televizní spoty ho svedou k tomu, aby se přidal k armádě („Favorite Son"). Tunny si uvědomí, že jeho generace je příliš otupělá a apatická, že ho nenavnadí dokonce ani světla velkoměsta („Are We the Waiting"). Narukuje proto do armády.
Frustrovaný Johnny projevuje vzpouru alter egem: drogovým dealerem se jménem St. Jimmy a poprvé v životě vyzkouší heroin („St. Jimmy"). Jeho nově získaná odvaha díky St. Jimmymu a drogám mu umožní úspěšnost u dívky v okně. V Jingletownu Will sedí na gauči, zatímco jeho přítelkyně je v průběhu těhotenství. Will pije pivo a prosí o uvolnění. Mezitím je Tunny nasazen do válečné zóny a brzy je střelen a zraněn („Give Me Novacaine").
Johnny stráví noc s dívkou, kterou viděl v okně a pojmenuje ji „Whatsername" (v překladu Jaksejmenuje). Johnny je zasažen láskou k Whatsername a chce slavit, ale St. Jimmy má pro ně jiné plány („Last of the American Girls/She's a Rebel"). Johnny a Whatsername jdou do klubu, vyzkouší drogy a vášnivě se pomilují. V té době se Willovi a Heather narodí holčička. Will stále zapomíná, jak se pouze Heather láskyplně zavazuje pro budoucnost svého dítěte („Last Night on Earth").
Heather má dost Willových neustálých protivných nálad, jeho nicnedělání a holdování alkoholu. I přes jeho protesty vezme dítě a odchází od Willa („Too Much, Too Soon"). V tu samou dobu Tunny leží v armádní nemocnici a je ovlivněn beznadějí, kterou viděl během války a blouzní („Before the Lobotomy"). Ve snu vidí, jak on a zdravotní sestra, které říká výjimečná dívka (Extraordinary Girl) tančí ve vzduchu a rychle se do ní zamiluje („Extraordinary Girl"). Jeho halucinace zmizí a je ponechán sám s dalšími vojáky v agónii („Before the Lobotomy (Reprise)").
Johnny odhaluje, jak hluboká je jeho láska pro Whatsername („When It's Time"). Nicméně účinek drog je příliš silný, Jimmy nutí Johnnyho, aby byl ještě nevyrovnanější a nakonec ohrožuje Whatsername (a i sám sebe) nožem („Know Your Enemy"). Whatsername se snaží promluvit si s Johnnym o jeho chování, zatímco Extraordinary Girl ošetřuje Tunnyho zranění a Will sedí osamělý na gauči („21 Guns"). Johnny zanechává vzkaz pro Whatsername, kde říká, že si místo ní vybral Jimmyho a drogy. Whatsername je vystrašená a rozzlobená, řekne Johnnymu, že není ten "Ježíš z předměstí" (Jesus of Suburbia) a ukazuje, že St. Jimmy není nic víc, než jen "výplod vzteku jeho otce a lásky jeho matky" („Letterbomb"). Odchází od něj.
Johnny je zraněn odchodem Whatsername a touží po lepších dnech, Tunny touží po domově a Will touží po všech věcech, které ztratil („Wake Me Up When September Ends"). Objevuje se St. Jimmy a dělá poslední pokus o získání Johnnyho pozornosti, ale tato část Johnnyho již zanikla, což vede k metaforické sebevraždě St. Jimmyho („The Death of St. Jimmy"). Johnny si dělá pořádek v životě, získá práci v kanceláři, ale brzy si uvědomí, že pro něj ve městě není místo („East 12th Street"). Will zůstal sám se svou televizí a lituje nad svým stavem vyvržence („Nobody Likes You"). Když se konečně zvedne z gauče, objeví se Heather se svým novým úžasným přítelem, který je rocková hvězda („Rock and Roll Girlfriend"). Will míří do 7-Eleven, aby se jich zbavil a ke svému překvapení zde najde Johnnyho. Johnny prodal svou kytaru, aby si mohl koupit autobusovou jízdenku domů. Tunny se vrací z válečné zóny (s amputovanou končetinou) a doprovází ho Extraordinary Girl. Když jí Tunny představuje svým přátelům, Johnny se na něj rozzlobí, že opustil skupinu, ale rychle mu odpustí a tři přátelé se společně obejmou. Přichází Heather a její přítel. V nelehkém příměří předává dítě Willovi. Ukáží se další přátelé, aby přivítali tři muže, které již dlouho neviděli („We're Coming Home Again"). O rok později si Johnny stěžuje, že ztratil lásku svého života, ale přijímá, že může uvnitř boje mezi zuřivostí a láskou, které definovaly jeho život. S tímto přijetím přichází možnost naděje („Whatsername").

## Postavy
- Johnny: hlavní postava příběhu. Většina zápletky se odehrává na jeho cestě, na níž poznává nihilismus, užívání drog i ztracenou lásku.
- Will: jeden z nejlepších kamarádů Johnnyho. Chce spolu s ním opustit město, pak se ale dozví, že jeho přítelkyně Heather je těhotná. Will tedy zůstává doma a v depresi si dopomáhá alkoholem a užíváním drog.
- Tunny: další s Johnnyho nejlepších kamarádů. Doprovází Johnnyho do města, ale brzy nato se přidá k armádě a je postlán do války. V bojích utrpí řadu vážných zranění a přijde o nohu. Během rehabilitací se zamiluje do jedné ze zdravotních sester a oba poté společně odjíždějí domů.
- Whatsername: bezejmenná atraktivní mladá žena, která Johnnyho doprovází na jeho cestě za hledáním potěšení. Nakonec si však uvědomí, že jejich vztah je pro obě strany zničující a opouští ho.
- Heather: Willova těhotná přítelkyně. Její neplánované těhotenství způsobí to, že Will musí zůstat doma, zatímco jeho přátelé odchází. Nakonec Willa opouští a naváže vztah s jiným mužem, který se dokáže postarat o ní a dítě a vede ji k příkladnému životu, na rozdíl od Willova životního stylu.
- Extraordinary Girl: zdravotní sestra, která léčí Tunnyho po zranění v bojích. Zamilují se do sebe a po válce odejdou domů a začnou žít spolu.
- St. Jimmy: odvážný drogový dealer, o kterém nakonec zjistíme, že je pouze částí Johnnyho alter ega.

## Obsazení
| Postava            | Původní obsazení v Berkeley | Původní obsazení na Broadwayi | Konečné obsazení na Broadwayi | Původní americké turné | Původní britské/druhé americké turné | Původní asijské turné | Třetí americké turné | Původní britské obsazení |
| ------------------ | --------------------------- | ----------------------------- | ----------------------------- | ---------------------- | ------------------------------------ | --------------------- | -------------------- | ------------------------ |
| Johnny             | John Gallagher mladší       | John Gallagher mladší         | Van Hughes                    | Van Hughes             | Alex Nee                             | Sean Michael Murray   | Jared Nepute         | Aaron Sidwell            |
| Will               | Michael Esper               | Michael Esper                 | Justin Guarini                | Jake Epstein           | Casey O'Farrell                      | Casey O'Farrell       | Casey O'Farrell      | Steve Rushton            |
| Tunny              | Matt Caplan                 | Stark Sands                   | David Larsen                  | Scott J. Campbell      | Thomas Hettrick                      | Thomas Hettrick       | Dan Tracy            | Alexis Gerred            |
| Whatsername        | Rebecca Naomi Jones         | Rebecca Naomi Jones           | Rebecca Naomi Jones           | Gabrielle McClinton    | Alyssa DiPalma                       | Alyssa DiPalma        | Olivia Puckett       | Amelia Lily              |
| Heather            | Mary Faber                  | Mary Faber                    | Jeanna de Waal                | Leslie McDonel         | Kennedy Caughell                     | Mariah MacFarlane     | Mariah MacFarlane    | Natasha Barnes           |
| Extraordinary Girl | Christina Sajous            | Christina Sajous              | Libby Winters                 | Nicci Claspell         | Jenna Rubaii                         | Jenna Rubaii          | Taylor Jones         | Raquel Jones             |
| St. Jimmy          | Tony Vincent                | Tony Vincent                  | Billie Joe Armstrong          | Joshua Kobak           | Trent Saunders                       | Daniel C. Jackson     | Carson Higgins       | Lucas Rush               |

## Hudební čísla
- „American Idiot“ – všichni
- „Jesus of Suburbia"
  - „Jesus of Suburbia" – Johnny a Will
  - „City of the Damned" – Tunny, Johnny, Will a ostatní
  - „I Don't Care" – Johnny, Will, Tunny a ostatní
  - „Dearly Beloved" – Heather a muži
  - „Tales of Another Broken Home" – Johnny, Will, Tunny, Heather a ostatní
- „Holiday" – Johnny, Tunny, Theo a ostatní
- „Boulevard of Broken Dreams" – Johnny, Whatsername, Tunny a muži
- „Favorite Son" – Favorite Son a ženy
- „Are We the Waiting" – Tunny, Favorite Son a ostatní
- „St. Jimmy" – Johnny, Miguel, Declan, Theo, St. Jimmy a ostatní
- „Give Me Novacaine" – Will, Tunny a ostatní
- „Last of the American Girls/She's a Rebel" – Johnny, Whatsername, Gerard, Chase, St. Jimmy a ostatní
- „Last Night on Earth" – St. Jimmy, Whatsername, Heather a ostatní
- „Too Much Too Soon" – Theo, Alysha, Will a Heather
- „Before the Lobotomy" – Tunny, Joshua, Ben a Chase
- „Extraordinary Girl" – Extraordinary Girl, Tunny a ostatní
- „Before the Lobotomy (Reprise)" – Tunny, Joshua, Ben a Chase
- „When It's Time" – Johnny
- „Know Your Enemy" – St. Jimmy, Will, Johnny a ostatní
- „21 Guns" – Whatsername, Extraordinary Girl, Heather, Tunny, Johnny, Will a ostatní
- „Letterbomb" – Whatsername a ženy
- „Wake Me Up When September Ends" – Johnny, Will, Tunny a ostatní
- „Homecoming"
  - „The Death of St. Jimmy" – St. Jimmy & Johnny
  - „East 12th St." – Johnny, Theo, Gerard a ostatní
  - „Nobody Likes You" – Will a ostatní
  - „Rock and Roll Girlfriend" – Miguel, Heather, Will a ostatní
  - „We're Coming Home Again" – Johnny, Tunny, Will a ostatní
- „Whatsername" – Johnny a ostatní
- „Good Riddance (Time of Your Life)" – všichni (přídavek)